# ميغيل سيلفا
ميغيل سيلفا هو لاعب كرة قدم برتغالي، ولد في 7 أبريل 1995 في غيمارايش في البرتغال. شارك مع منتخب البرتغال تحت 23 سنة لكرة القدم. أما مع النوادي، فقد لعب مع فيتوريا دي غيماريش.

## وصلات خارجية
- ميغيل سيلفا على موقع قاعدة بيانات كرة القدم.إي يو (الإنجليزية)
- ميغيل سيلفا على موقع Soccerway.com (الإنجليزية)
- ميغيل سيلفا على موقع AS.com (الإسبانية)